# Falconius undatifemura
Falconius undatifemura är en insektsart som beskrevs av Zheng, Z. och Bo Wang 2006. Falconius undatifemura ingår i släktet Falconius och familjen torngräshoppor. Inga underarter finns listade i Catalogue of Life.